# Dragomir Mrsic
Dragomir Mrsic (født 2. oktober 1969) er en svensk skuespiller med serbisk og bosnisk oprindelse. Han har for eksempel medvirket i den danske film QEDA fra 2017, der er instrueret af Max Kestner.

## Udvalgt filmografi
- Gangster (2007)
- Leo (2007)
- Wallander (tv-serie, 2009)
- '"Snabba cash (2010)
- Snabba cash II (2012)
- Edge of Tomorrow (2014)
- Crossing Lines (tv-serie, 2014)
- Torpedoer (tv-serie, 2014-2017)
- Inden vi dør (tv-serie, 2017)
- QEDA (2017)
- Sygeplejerskerne (tv-serie, 2017)
- Bonusfamilien (tv-serie, 2018)
- Jimmy Jones (2018)
- West of Liberty (tv-serie, 2019)
- Helt perfekt (tv-serie, 2019)
- Mirakel (tv-serie, 2020)
- Indigo Kristal (2023)
- Maffia (tv-serie, 2025)